# Веніамін Тудельський
Веніамін (Беньямін) Тудельський, бен Йона з Тудели (івр. בִּנְיָמִין מִטּוּדֶלָה, вимовляється [binjaˈmin mituˈdela], араб. بنيامين التطيلي, ісп. Benjamín de Tudela; ймовірно 1130, Тудела, Наварра — 1173, Кастилія) — середньовічний єврейський письменник, історик та мандрівник. Завдяки своїй широкій ерудиції та знанням великої кількості мов залишив яскраві описи країн Західної Азії, що на сотні років випередили розповіді Марко Поло. Є головною єврейською постаттю середньовічної географічної та історичної науки.

## Життєпис

Реконструкуція маршруту подорожі

Народився в арагонському місті Тудела на півночі сучасної Іспанії в заможній юдейській родини торгівців. Дата народження достеменно невідома. Здобув гарну освіту, знав гебрейську, грецьку, латинську, арабську, арамейську мови.
У проміжку 1159—1165 років Веніамін вирушив в подорож до Палестини з північного сходу Піренейського півострова. За деякими відомостями причинами мандрівки були торговельні та релігійні справи, неодноразово виринає інтерес до торгівлі коралами та торгових шляхів їхнього розповсюдження. З іншого боку він склав докладний путівник для євреїв, які подорожують до Святої Землі, або для тих, хто рятується від гонінь і переїздить з одної громади до іншої. Щодо точного маршруту його подорожей існують певні наукові дискусії, ймовірно вони не відрізнялись від торговельних шляхів того часу. Спочатку він прибув до Таррагони, потім до Барселони. З Іспанії вирушив до Франції (через міста Каркассонн, Нарбонн, Безьє, Монпельє, Арль). Відпливши з порту Марселя, відвідав італійські міста: Геную, Лукку, Пізу, Рим. У Римі, як непрофесійний історик, докладно описав його старовину з позицій юдейської історії. Залишив опис напружених стосунків між єврейською громадою міста та тогочасним римським папою Олександром III. 1166 року продовжив рух на Схід через міста Апеннінського півострова Салерно, Амальфі, Мельфі, Беневенто, Отранто, Бриндізі. Слідом за цим переправився через острів Корфу на Балканській півострів до земель Візантійської імперії.
Промандрував узбережжям Коринфської затоки до Коринфа, далі на схід до затоки Воло, звідти морем до Салонік. Подорожуючи через Грецію залишив докладний опис діяльності єврейських шовкових цехів Фів, аграрної громади Кріса на схилах Парнасу у Фокіді. Деякий час мешкав у Костянтинополі, залишивши по тому найкращий опис життя міста XII століття. Відпливши з Костянтинополя, відвідав острови Егейського моря й потрапив на Кіпр. З Кіпру перебрався до Тарсуса в Малій Азії. Відвідав міста Антиохію, Сидон, Тир та Акко, що перебували під владою хрестоносців. Тогочасні топоніми Палестини від часто передає поширеною там французькою мовою (Хеврон, як Сен-Абрам де Брон). Веніамін залишив першу неарабську згадку про друзів Лівану. Впродовж 1168—1169 років, у пошуках ринків і збору інформації про копальні коштовного каміння, вирушив через Дамаск і Халеб до Мосула в Північній Месопотамії (Шинарі), звідки річкою Тигр доплив до Багдада. Проживши деякий час у столиці Халіфату, Веніамін залишив ряд замальовок життя великої гебрейскої громади та інших містян.
З Багдаду Веніамін Тудельський Євфратом вирушив до Басри на узбережжі Перської затоки. Після відвідин Суз (Шушану) вирушив у морську подорож навколо Аравійського півострова до Забіду в Ємені. Переправившись через Червоне море до Африки далі мандрував через терени сучасних Ефіопії та Еритреї вирушив до Нілу. Під час подорожі залишив опис численних юдейських громад, проте лінгвістичні труднощі не дозволяють більш-менш точно зіставити їх із сучасними топонімами в Африці. Нілом дістався Єгипту, побував в Олександрії (описав Олександрійський маяк, зруйнований землетрусом), деякий час мешкав у Каїрі (Фустат), бував на Синайському півострові. Слідом за цим через Північну Африку з порту Дамієтта дістався до Палермо на Сицилії й повернувся на Піренейський півострів 1173 року.
Помер, за різними відомостями, у Кастилії або рідному місті в той самий рік.

## Праця

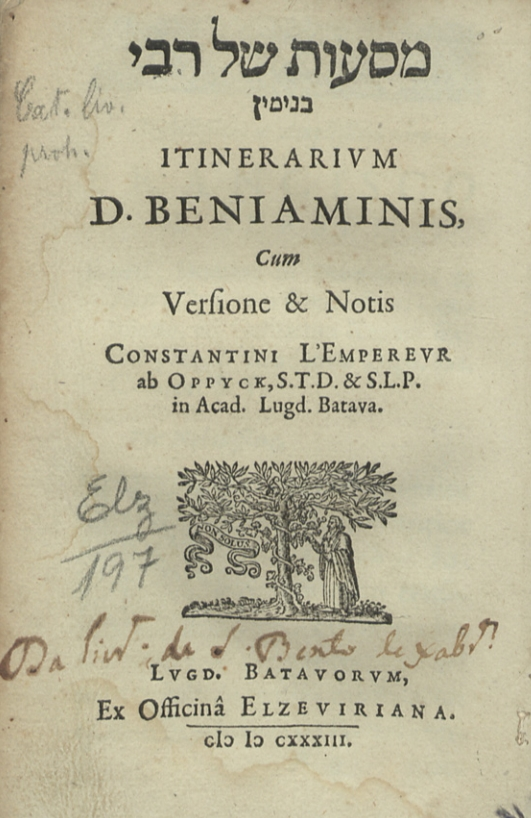
Титульна сторінка «Мандрів Беньяміна Тудельського», виданих у Лейдені 1633 року

Веніамін Тудельський написав «Книгу подорожей» (ספר המסעות; «Sefer Masa'ot»), в якій містилися відомості з економіки, політики та демографії, а також навігації, відстаней між населеними пунктами, історичної хронології відвіданих земель, що стало цінним джерелом знань про XII століття. У цих розповідях виявляється одночасно як взаємозв'язок, так і вже достатня різноманітність тогочасних єврейських громад. У праці докладно показано інтелектуальне життя Провансу, Багдаду, функціонування синагог у Єгипті. За час свої мандрівок Веніамін побував загалом побував приблизно в 300 містах, про що залишив записи у свої шляхових щоденниках. Ці нотатки є важливим джерелом для історичної географії, вони містять багато інформації про життя єврейських громад у тогочасних європейських та азійських містах. На своєму шляху Веніамін зупинявся в єврейських громадах, з'ясовував їх чисельність, записував імена рабинів. Часто описує взаємну повагу між юдейськими і мусульманськими громадами на Близькому Сході. Особливу увагу привернуто до діяльності релігійних сект: самаритян в Палестині, караїмів у Костянтинополі, саббатеїв на Кіпрі. Веніамін надав один з найточніших ранніх описів руїн стародавньої Ніневії.
Під час подорожей зібрав численні етнографічні відомості про народи й країни, через які мандрував. Крім того, збирав розповіді інших мандрівників про Індію, Цейлон (Шрі-Ланку), Китай і Тибет, інформацію стосовно діяльності секти асасинів (аль-гашишин) в Лівані та кочових огузів. Веніамін Тудельський увів до європейських мов сучасний топонім на означення Китаю. Книга закінчується заідеалізованим описом життя євреїв у Північній Франції та Німеччині, ймовірно отриманим з чуток, а не з власної подорожі.
Хоча загалом відомості викладені Веніаміном у своїй праці сприймаються сучасними дослідниками як надійні й такі що отримані безпосередньо під час подорожі, в багатьох місцях вони наслідують помилки відомих йому древніших праць. Наприклад, він, слідом за Філосторгієм, Теодоретом і Самуелем бен Самсоном, невірно ототожнює біблійне місто Лаїш (Тель-Дан) з Панеадою (Цезарея Філіппа). У той час як античний історик Євсевій Кесарійський локалізує її більш точно, за 7 км від Панеади шляхом до Тиру.
Книга була дуже популярна, багаторазово переписувалася майже всіма європейськими мовами й використовувалась тогочасними істориками в якості історичного джерела. Латинський переклад його тексту був популярний в ренесансній Європі XVI століття. Вперше надрукована івритом 1543 року в Константинополі. У Російській імперії російською була видана 1881 року.

## Пам'ять
Відомий румунський мандрівник єврейського походження Ізраїль Йозеф Беньямін (1818—1864) взяв собі за псевдо «Веніамін Другий», на честь відомого попередника.
1878 року класик єврейської літератури Менделе Мойхер-Сфорім за мотивами твору Веніаміна написав їдишом лірико-сатиричний фантасмагоричний роман «Подорож Веніаміна Третього» (מסעות בנימין השלישי), що нагадує «Дон Кіхота» Сервантеса. Переклад і видання в Харкові українською здійснив Єфраїм Райцин 1934 року.
На честь Веніаміна Тудельського названо вулицю в колишньому єврейському кварталі (альхамі) міста Тудела, Іспанія. Його ім'я носить також середня школа в цьому місті. Також його іменем названа вулиця в єрусалимському районі Рехавія — «Рехов Біньямін Мітудела» (רחוב בנימין מטודלה).
Відомий ізраїльський поет Натан Альтерман свого часу написав вірш про Беньяміна з Тудели. Наомі Шемер поклала його слова на музику і її пісня часто звучала на ізраїльському радіо.